# Championnat d'Océanie de baseball
Pour les articles homonymes, voir Championnat d'Océanie.
Le Championnat d'Océanie de baseball est une compétition continentale mettant aux prises les sélections nationales d'Océanie sous l'égide de la Confédération d'Océanie de baseball (BCO). 
C'est un tournoi qualificatif pour la Coupe du monde.
Au palmarès, l'Australie, triple tenante du titre (dont deux sur tapis vert), devance le Guam qui a remporté les deux premières éditions.

## Palmarès
| Année        | Lieu      |           | Or                | Argent     | Bronze |
| ------------ | --------- | --------- | ----------------- | ---------- | ------ |
| 1999 Détails | Guam      | Guam      | Samoa américaines | Micronésie |        |
| 2000 Détails | Guam      | Guam      | Samoa américaines | -          |        |
| 2003 Détails | Guam      | Australie | Guam              | -          |        |
| 2004 Détails | Australie | Australie | -                 | -          |        |
| 2007 Détails | Australie | Australie | -                 | -          |        |

## Tableau des médailles
| Rang | Pays              | Or | Argent | Bronze | Total |
| ---- | ----------------- | -- | ------ | ------ | ----- |
| 1    | Australie         | 3  | 0      | 0      | 3     |
| 2    | Guam              | 2  | 1      | 0      | 3     |
| 3    | Samoa américaines | 0  | 2      | 0      | 2     |
| 4    | Micronésie        | 0  | 0      | 1      | 1     |